# 拉塞尔·西蒙斯

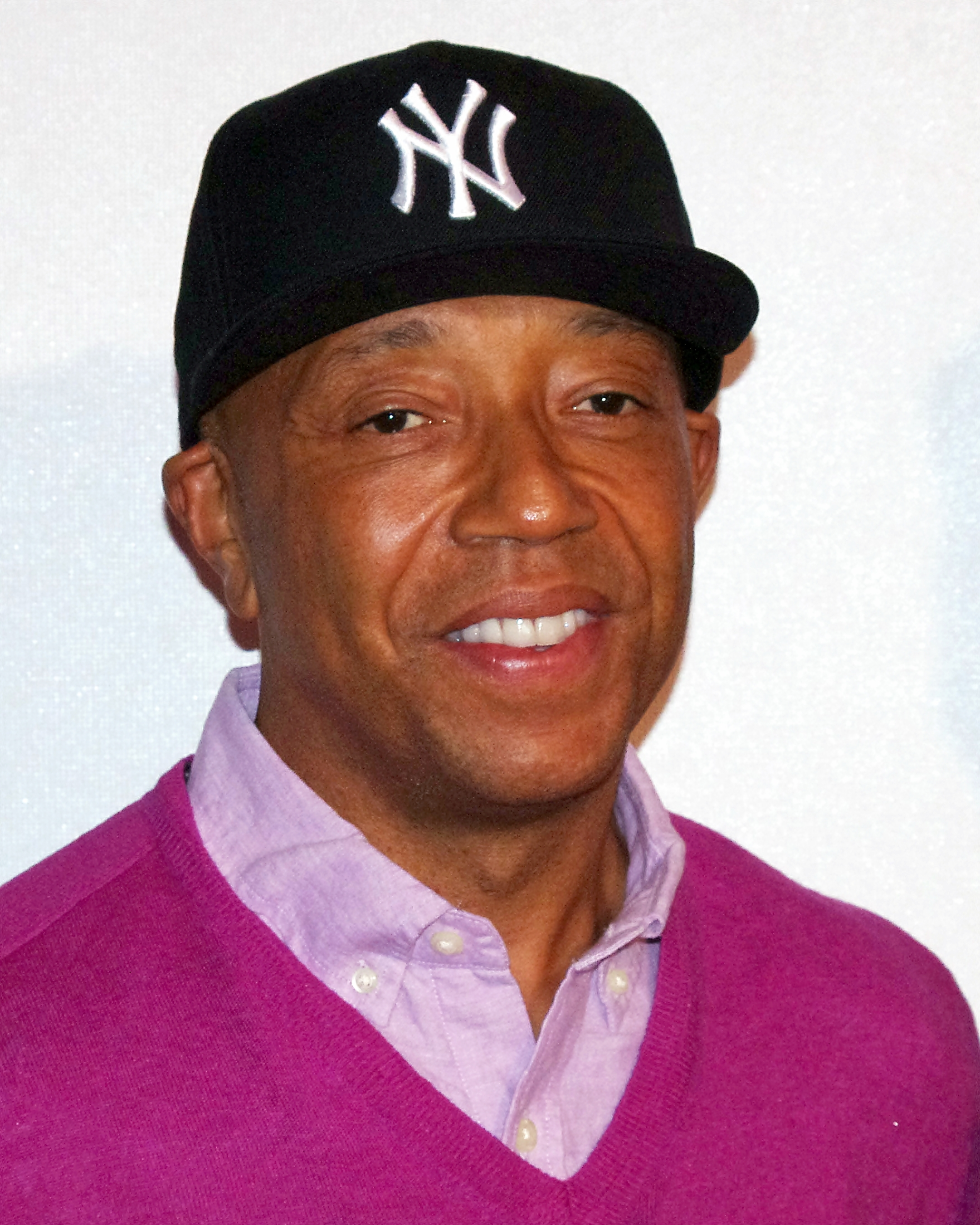
拉塞尔·西蒙斯

拉塞尔·温德尔·西蒙斯（Russell Wendell Simmons，1957年10月4日—）是一位美国企业家、作家和唱片公司高管。他与他人共同创立嘻哈音樂唱片企業Def Jam唱片公司， 并創辦了时装品牌 Phat Farm、Argyleculture 和 Tantris。他支持纯素主义和瑜伽，并出版了相關生活方式的书籍。 
2017年，西蒙斯被多名女性公开指控他曾性侵犯他們，他否认了这些指控。之後西蒙斯從包括Def Jam唱片公司在內的多家企業和慈善机构辭職。